# Guy Brouty
Guy Brouty est un verbicruciste français, né le 5 août 1921 à Paris , décédé le 21 janvier 2012 à Boulogne-Billancourt qui a également été crédité sous les noms de Pierre Dargence ou Patrick Viviers. Il a été responsable des mots croisés du journal Le Monde de 1971 à 1998,.
Il est notamment connu pour son usage de la polysémie à des fins humoristiques. Il a également composé une énigme de 120 000 définitions et 50 000 cases.
En 1977, il publie un ouvrage sur l'histoire du jeu Les Mots croisés : Toute une histoire.

## Publications
- Les Mots croisés : toute une histoire, Paris, Hachette, 1977, 155 p.  (ISBN 2-01-003856-8).
- Les Mots fléchés illustrés, Paris, Librairie des Champs-Élysées, 1979, 120 p.
- Mots croisés "Sport cérébral" : les meilleures grilles : degré de difficulté quatre étoiles , Verviers, Marabout, 1980, 127 p. (Collection : Marabout service ; 402).

### En collaboration
- avec Roger La Ferté : Premiers mots croisés érotiques, Paris, Julliard, 1978, 158 p.
- Le Grand Marabout des jeux, Verviers, Marabout, 1979, 123 p. extraits en ligne sur Gallica.